# Hossein Khodaparast
Mohamed Hossein Khodaparast (* 27. Mai 1938 in Täbris; † 26. März 2021 ebenda) war ein iranischer Fußballspieler.

## Biografie
Hossein Khodaparast absolvierte für die Nationalmannschaft des Irans ein Länderspiel bei den Olympischen Sommerspielen 1964. 2021 starb er an einer Herzerkrankung.